# William J. Gainey

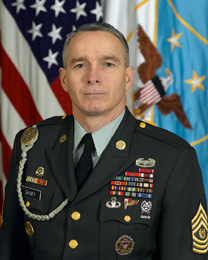
CSM Gainey

William Joseph Gainey (* 27. Mai 1956) ist ein ehemaliger Command Sergeant Major der US Army und war vom 1. Oktober 2005 bis zum 25. April 2008 der erste Senior Enlisted Advisor to the Chairman of the Joint Chiefs of Staff und damit der dienstgradhöchste Unteroffizier der US-Streitkräfte.

## Militärische Laufbahn
Gainey trat 1974 in die US Army ein und begann seine Grundausbildung am 17. Juni 1975 in Fort Knox, Kentucky. Seine Verwendungen waren u. a.: Fahrer, Ladeschütze und Panzerkommandant im 1. Bataillon, 67. Panzerbrigade (Tiger Brigade) der 2nd Armored Division in Fort Hood, Texas; Panzerkommandant und Platoon Sergeant (dt. etwa Kompaniefeldwebel) im 4. Bataillon, 73. Panzerbrigade der 1. US-Infanteriedivision in Böblingen; Zugführer im 2. Bataillon, 70. Panzerbrigade, 24. US-Infanteriedivision in Fort Stewart, Georgia; Drill Sergeant und Senior Drill Sergeant im 19. Bataillon, 4. Ausbildungsbrigade in Fort Knox, Kentucky; Platoon und Operations-Sergeant im 3. Bataillon, 73. Panzerbrigade der 82. US-Luftlandedivision in Fort Bragg, North Carolina; Platoon Sergeant und First Sergeant im 1. Bataillon, 509. Fallschirmjägerregiment im Joint Readiness Training Center (JRTC) auf der Little Rock Air Force Base in Arkansas; Senior Enlisted Advisor (Panzer) in Fort Jackson, South Carolina.
Gainey diente als Command Sergeant Major für: das 2. Bataillon, 68. Panzerregiment, das 1. Bataillon, 35. Panzerregiment, 2. Brigadekampfteam, 1. US-Panzerdivision in Baumholder; die Eagle Base in Bosnien und Herzegowina; die 1. Staffel, 2. gepanzertes Kavallerieregiment in Fort Polk, Louisiana; die 2. Brigade, 3. US-Infanteriedivision in Fort Stewart; 2. gepanzertes Kavallerieregiment in Fort Polk; das United States Army Armor Center in Fort Knox und zuletzt als Command Sergeant Major für das 3. US-Panzerkorps und der Basis Fort Hood in Texas.
Gainey diente in Stäben der Operation Joint Endeavor (IFOR), Operation Joint Guard (SFOR 3) und Operation Joint Forge (SFOR 8) in Bosnien und Herzegowina. Er diente als Command Sergeant Major der Combined Joint Task Force-7 (CJTF-7), der Koalitionstruppen im Irak (Multi-National Force Iraq/MNF-I) und des Multi-National Corps Iraq (MNC-I) während der Operation Iraqi Freedom II.
Gainey absolvierte verschiedene Schulen und Ausbildungen, darunter die Drill Sergeant School, die Fallschirmjägerschule, die Jump Master School, den Air Movement Officer's Course, den Kurs für First Sergeants und die US Sergeants Major Academy. Daneben hat er auch einen Associates Degree der Vincennes University.
Seine Auszeichnungen umfassen u. a.: die Distinguished Service Medal, das Legion of Merit mit Eichenlaub, den Bronze Star mit Tapferkeitsauszeichnung, die Meritorious Service Medal mit siebenfachem Eichenlaub, die Army Commendation Medal mit siebenfachem Eichenlaub, die National Defense Service Medal, sowie die NATO-Medaille.
Gainey ist verheiratet und hat einen Sohn und eine Tochter. Sein Sohn ist Captain Ryan J. Gainey.